# Colpofobia

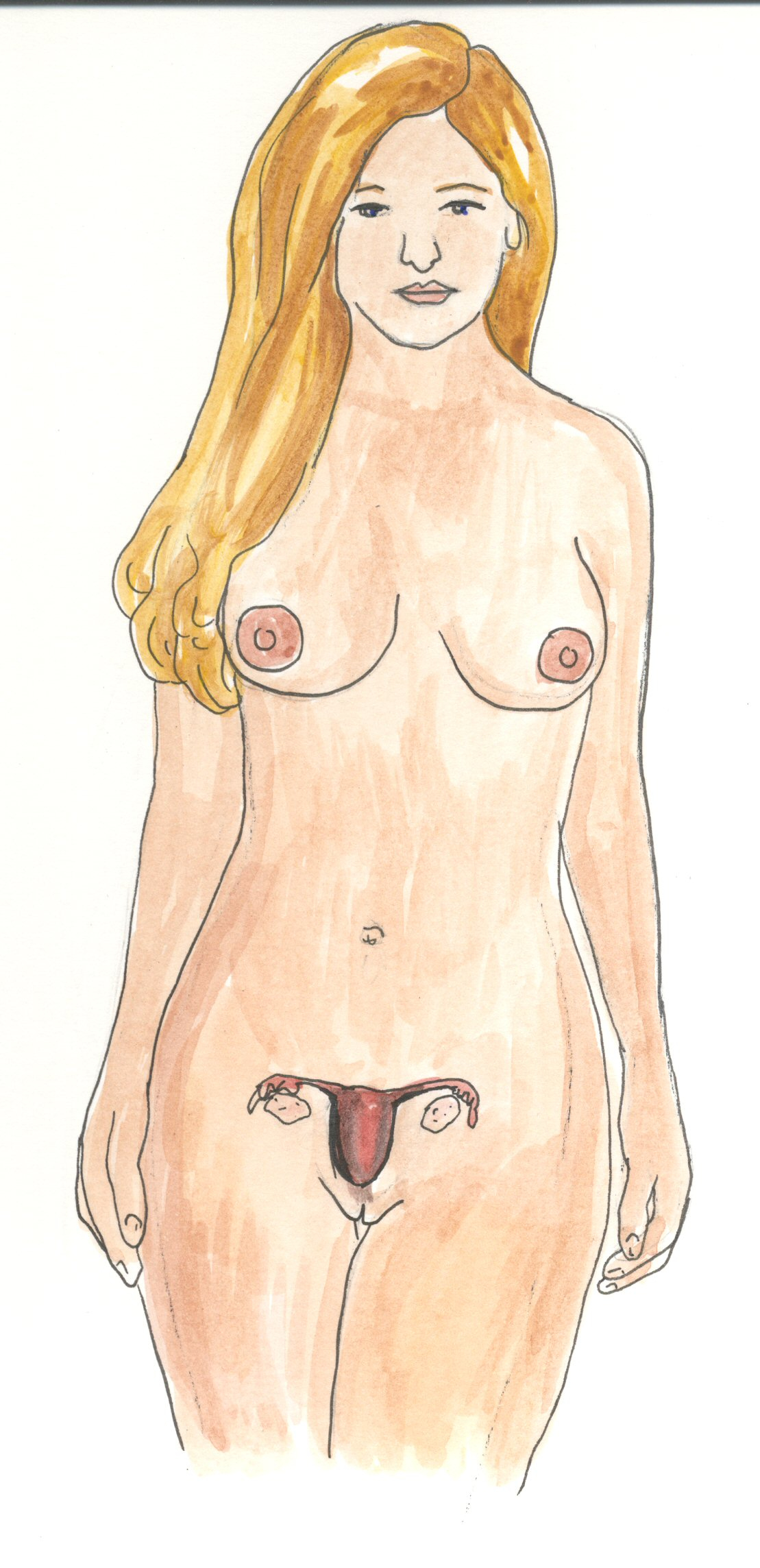
Até mesmo a representação desenhada de uma mulher nua pode causar aversão a portadores desta fobia

A colpofobia é o medo obsessivo do órgão genital feminino, esta fobia pode trazer problemas sérios a saúde psicológica do seu portador até mesmo levando a depressão e exclusão social.
A colpofobia ocorre quando seu portador sente aversão a vaginas, sendo elas em imagens, pessoalmente e até em formato de desenhos e/ou representações.
O tratamento da colpofobia é realizado com psicoterapeutas, psiquiatras, sexólogos e com o auxilio de remédios para a ansiedade, a colpofobia em homens heterossexuais podem gerar uma Ninfofobia tendo em vista o medo preexistente no homem do órgão genital feminino.